# CCTV-Français
CCTV-Français is een zender van de Chinese publieke omroep China Central Television. Alle programma's zijn ondertiteld in het Frans, ook als de voertaal Frans is.
De zender begon op 1 oktober 2007 met uitzenden. In 2007 werd de televisiezender CCTV-Español & Français (CCTV-E&F) opgeheven. Daarvoor in de plaats kwamen de twee zenders CCTV-Español en CCTV-Français.

## Televisieprogramma's
De meeste televisieprogramma's duren ongeveer dertig minuten.
- nieuws: 24h en Chine, Monde de l´Économie, 15 Minutes Chrono, Asie Infos, Afrique Infos
- Chinese taal en cultuur onderwijs: Le chinois au quotidien, L'ABC du chinois, Culturama, À la découverte de la Chine, Le saviez-vous?, Kaléidoscope en Le chinois en voyage.
- reisprogramma's: Carnet de route
- entertainment: Rencontres, Arts et Spectacles
- Chinese televisiesoaps met Franse ondertiteling